# Edward Tyson
Edward Tyson (1650 – 1. srpna 1708) byl anglický lékař, průkopník oboru srovnávací anatomie.
Narodil se v roce 1650, jako místo narození je uváděn buď anglický Bristol, anebo Clevedon. Studoval na Oxfordu, kde roku 1670 získal bakalářský a roku 1673 i magisterský titul. Titul doktora medicíny získal v Cambridgi v roce 1680.
Tyson je známý především pro svou práci Orang-Outang, sive Homo Sylvestris: or, the Anatomy of a Pygmie Compared with that of a Monkey, an Ape, and a Man z roku 1699, v níž popisuje „trpaslíka z Angoly“, jímž byl ve skutečnosti šimpanz. Tyson uvedl 48 znaků podobných šimpanzi a člověku a 34 znaků, kterými se šimpanz podobá ostatním opicím. Tyson považoval šimpanze za mezičlánek mezi lidmi a ostatními opicemi ve „Velkém řetězci bytí“. Jeho práce naznačila kontinuitu vlastností mezi lidmi a ostatními primáty ještě před vytvořením evoluční teorie a je rovněž považována za základní kámen oboru primatologie.
Mimo tohoto díla byl Tyson autorem ještě několika dalších prací a přispěl také některými cennými texty do vědeckého periodika Philosophical Transactions vydávaného Královskou společností, jíž byl sám členem. Zemřel v roce 1708.

## Z díla
- Phocæna; or, the Anatomy of a Porpess, with a Discourse concerning Anatomy, and a Natural History of Animals. (1680)
- Cariqueya, seu Marsupiale Americanum; or, the Anatomy of an Opossum. (1698)
- Ourang Outang, sive Homo Sylvestris: or, the Anatomy of a Pigmie, compared with that of a Monkey, an Ape, and a Man: with an Essay concerning the Pigmies of the Ancients. (1699)
- Vipera caudisoma Americana, or the anatomy of a rattle-snake, dissected at the Repository of the Royal Society in January 1682–3.

Jméno po něm nesou jím objevené Tysonovy žlázky vnějších samčích genitálií vylučující smegma.